# 小林政一
小林 政一（こばやし まさいち、1891年2月14日 - 1973年12月25日）は、日本の建築家、教育者。明治神宮外苑の建設に関わり、日本建築学会会長、千葉大学学長などを務めた。

## 経歴
1891年（明治24年）、茨城県稲敷郡の豪農の家に生まれる。竜ヶ崎中学校、第二高等学校を経て、1916年（大正5年）、東京帝国大学工学部建築学科卒業（高橋貞太郎、伊部貞吉、小倉強らと同年）。卒業後、大蔵省臨時建築局嘱託。
1919年、恩師佐野利器の推薦で明治神宮造営局技師（高橋貞太郎の後任）に就任、神宮外苑の施設建設（絵画館、競技場、水泳場、日本青年館など）に従事。関東大震災を乗り越え、外苑の整備に尽力する。
1926年に東京高等工業学校教授。1929年、同校の大学昇格に伴い東京工業大学教授。1929年、論文「明治神宮外苑工事に就て」で工学博士号取得。1930年1月より文部省の派遣で欧米に出張。1943・1944年に日本建築学会会長を務めた。
1951年、東京工業大学を退官。その後も武蔵工業大学教授、千葉大学工学部長・学長などを歴任。また、日本英霊奉賛会会長も務めた。1966年、勲二等旭日重光章を受章。1973年逝去。

## 主な作品
- 聖徳記念絵画館（国の重要文化財。小林正紹のコンペ当選案により、佐野利器の指導のもと高橋貞太郎が設計をまとめた。高橋の後任である小林政一により完成。）
- 日本青年館（建替えのため現存しない）

## 著書
- 「美術館」（『高等建築学』第21巻、常磐書房、1933年）
- 「運動場」「体育館及演武場」（『高等建築学』第23巻、常磐書房、1934年）

## その他
- 高橋貞太郎、伊部貞吉とともに佐野利器門下の三羽烏と呼ばれたという。

## 栄典
勲章
- 1943年（昭和18年）10月9日  - 勲二等瑞宝章[4]